# Gołąbkowice
Gołąbkowice – osiedle w Nowym Sączu we wschodniej części miasta, położone między Kamienicą Nawojowską a Łubinką oraz ulicami Lwowską i Krańcową. Graniczy z osiedlami Kochanowskiego, Barskie, Westerplatte, Piątkowa, Falkowa, Wojska Polskiego i Kilińskiego.
Ulice: Akacjowa, Armii Krajowej, Długoszowskiego (częściowo), Fieldorfa, Gałczyńskiego, Harcerska, Jamnicka (częściowo), Jaśminowa, Kasztanowa, Kwiatowa, Lwowska (numery parzyste od 80 do 160), Modrzejewskiej, Nadbrzeżna, Prażmowskiego, Reymonta, Szarych Szeregów, Topolowa, Wiktora.
Pierwszy udokumentowany zapis o Gołąbkowicach pochodzi z 1448 roku.
W 1595 roku wieś Gołąbkowice położona w powiecie sądeckim województwa krakowskiego była własnością miasta Nowego Sącza.
Gołąbkowice z Roszkowicami w czasach autonomii galicyjskiej stanowiły podmiejską gminę w Bezirk Neu-Sandec. 3 czerwca 1911 do gminy Gołąbkowice włączono zniesioną gminę Chruślice, natomiast od Gołąbkowic odłączono przysiółek Roszkowice, włączają go do gminy Naściszowa.
Do Nowego Sącza włączone zostały w kwietniu 1942 roku. Po zakończeniu wojny przywrócono Gołąbkowicom status wsi. Ponownie została włączona do miasta w 1951 roku. W obecnych granicach osiedle istnieje od 1990 roku.